# Centrex IP
 (novembre 2020).
Un Centrex IP est un service de téléphonie hébergé et géré par une tierce partie, généralement un opérateur de téléphonie fixe. Ce système permet à une entreprise d'externaliser la gestion de son système de voix sur réseau IP et de s'affranchir de la gestion d'un IPBX ou d'un PBX classique.  Apparue depuis le début des années 2000, l'offre n'est devenue crédible auprès des entreprises que depuis le développement des liaisons xDSL à haut débit à des tarifs très attrayants : les routages d'appels sont en effet effectués via internet, et disposent donc d'une bande passante suffisante. Le Centrex IP permet également de passer pour un coût réduit à un système de communications unifiées. Un Centrex propose donc la gestion en ligne (via internet) des lignes fixes de l'entreprise et propose les fonctionnalités classiques d'un PBX, ce type de solution est également appelée Vpbx.
Chaque communication (appel, transfert, consultation de messagerie vocale, etc) consomme un canal Voix. De ce fait, il faut prévoir une bande passante nettement supérieure à la préconisation basée sur le nombre d'utilisateurs.

## Description
Les téléphones des utilisateurs s'authentifient au Centrex au travers d'Internet. Les appels entrants et sortants transitent en IP. Cette solution permet de supprimer le standard téléphonique et de réduire considérablement le coût des appels téléphoniques. Le Centrex est commercialisé par des fournisseurs d'applications en ligne (ASP, abonnement mensuel par poste).

## Principe
L'entreprise cliente d'un Centrex IP est équipée sur son site d'un routeur connecté sur liaison xDSL et de téléphones IP. Le réseau local de l'entreprise doit être apte à supporter la téléphonie sur IP. En conséquence, selon la taille et la complexité du réseau, un audit s'impose avant la mise en œuvre du service de Centrex IP.
L'offre Centrex IP tout comme l'offre IPBX permettent de bénéficier de services innovants tels que la messagerie unifiée.
La messagerie unifiée permet de consulter vos messages vocaux et vos télécopies à partir de votre interface utilisateur (offre Centrex IP) ainsi que sur votre boite mail (Offre Centrex IP et IPBX). Ainsi il est possible de travailler à distance comme si l'utilisateur était dans l'entreprise.

## Économie
Au niveau budgétaire, le Centrex IP apporte d'abord des économies en matière d'investissements, puisqu'on se passe du PABX et du câblage téléphonique. Il engendre aussi une réduction des frais de communications et une meilleure visibilité sur les coûts, les offres étant largement forfaitisées - la tarification mensuelle par poste comprend les appels internes et souvent nationaux, voire internationaux.
L'offre Centrex IP permet à toutes les entreprises de bénéficier d'une large gamme de services jusqu'alors réservée aux grandes entreprises.

### Convergences
Le Centrex IP permet également une offre tarifaire incluant les communications sur Internet haut débit et sur le réseau mobile, et ce avec un seul et même numéro pour l'utilisateur.
La convergence fixe mobile est une évolution des services classiques de Centrex, permettant la gestion des lignes mobiles en sus des lignes fixes de l'entreprise.

## Prestataires
Outre les opérateurs de télécommunications et les opérateurs virtuels, les services de Centrex IP sont disponibles auprès d'une nouvelle catégorie d'acteurs. Les intégrateurs et installateurs privés s'intéressent au Centrex IP : cela leur permet de se positionner quasi comme des opérateurs via une offre en marque blanche.

## Un seul marché, plusieurs technologies (Centrex IP vs. PABX IP)
L'IP Centrex (VoIP, ToIP) est ni plus ni moins que l'offre alternative aux offres PABX et IPBX.
Le marché de l'IPBX vise à remplacer la base installée de PABX tandis que le Centrex IP vise à remplacer l'IPBX et le PABX.